# Pierce (Colorado)
Pour les articles homonymes, voir Pierce.
Pierce est une ville américaine située dans le comté de Weld dans le Colorado.
La ville est nommée en l'honneur de John Pierce, géomètre général du territoire du Colorado et présent du Denver-Pacific Railroad (en).

## Démographie
Selon le recensement de 2010, Pierce compte 834 habitants. La municipalité s'étend sur 0,82 milles carrés (2,12 km2).
| 1920 | 1930 | 1940 | 1950 | 1960 | 1970 |
| ---- | ---- | ---- | ---- | ---- | ---- |
| 327  | 281  | 343  | 372  | 424  | 452  |

| 1980 | 1990 | 2000 | 2010 | - | - |
| ---- | ---- | ---- | ---- | - | - |
| 878  | 823  | 884  | 834  | - | - |